# Fenhedor
Il termine occitano fenhedor, 'fingitore, simulatore', indica l'uomo che di fronte alla donna amata non è in grado di manifestare i sentimenti e ne soffre segretamente. Nella letteratura italiana lo si trova soprattutto nella poesia del XIII secolo, in alcune liriche sull'amore e il cor gentile.
Una delle prime opere in cui si può riscontrare è Meravigliosamente, di Giacomo da Lentini, della scuola poetica siciliana:
pinta come parete,

e non pare difore.

O Deo, co' mi par forte

non so se lo sapete,

com' v'amo di bon core;

ch'eo son sì vergognoso

ca pur vi guardo ascoso,

e non vi mostro amore.»
(vv. 10-18)
Tale tema è presente anche nel dolce stil novo e in Dante Alighieri.